# Junior Achievement International
Junior Achievement (también JA o JA Worldwide) es una organización juvenil sin fines de lucro  fundada en 1919 por Horace A. Moses, Theodore Newton Vail y Winthrop M. Crane. Junior Achievement trabaja con empresas y organizaciones locales para ofrecer programas experienciales en los temas de la educación financiera, preparación para el trabajo y espíritu empresarial a los alumnos de jardín de infantes hasta la escuela secundaria. 

## Historia
Fue fundada en 1919 en Springfield, Massachusetts, como Boys' and Girls' Bureau of the Eastern States League para ayudar a educar a los jóvenes de la América rural a las ciudades pujantes del país sobre los medios de producción y la libre empresa . Al año siguiente, el nombre de la organización fue cambiado a la Oficina de Junior Achievement. El nombre se modificó en 1926 para Junior Achievement, Inc. 
Después de la Segunda Guerra Mundial, la organización creció de una organización regional a una organización nacional.  En la década de 1960, se empezaron a crecer a nivel internacional. 
Durante más de 50 años, la organización se conoce como "Programa Empresa JA", donde los adolescentes, después de la escuela, forman empresas, acciones de venta, fabricación de un producto y lo vendió en sus comunidades. Las empresas de estudiantes fueron supervisados por consejeros voluntarios de la comunidad empresarial. En 1975, Junior Achievement presentó su primer programa en la escuela, Proyecto Empresarial, con voluntarios de la comunidad empresarial local que enseñan los estudiantes de secundaria sobre negocios y finanzas personales
Hoy en día, Junior Achievement alcanza anualmente 10 millones de estudiantes con programas que enseñan conocimientos financieros, el espíritu empresarial y la preparación para la fuerza laboral. Los programas son entregados por más de 178.000 voluntarios de Junior Achievement.

## Misión, Visión y Valores
Misión: inspirar y preparar a los jóvenes para el éxito, promoviendo el espíritu emprendedor, valores, habilidades y educación económica.
Visión: es una sociedad integrada por individuos responsables que comprenden la importancia del espíritu emprendedor para la búsqueda de su felicidad, respetando los derechos del otro como base de una sociedad libre.
Valores:
Junior Achievement cree en el potencial sin límites de los jóvenes, que el bienestar se crea y está al alcance de todos, y en la capacidad transformadora de los individuos para construir una sociedad próspera, inclusiva y sustentable.
Asimismo comparte la pasión de los jóvenes por la excelencia, respetando su talento y creatividad, celebrando su honestidad e integridad, fomentando su deseo de colaboración, y creando oportunidades para un aprendizaje de calidad con el método de “aprender haciendo”.

## Filiales
- Argentina:
- México : Impulsa México. Antes llamado DESEM Jalisco fue fundada en la ciudad de Guadalajara, Jalisco, en septiembre de 1975, como el Patronato para el Desarrollo Empresarial Mexicano, A.C. afiliado a DESEM Nacional, atendiendo el territorio del occidente de México.
- Costa Rica: En Costa Rica, la organización se establece gracias a la visión de la Cámara de Empresas Americanas (AmCham), la cual promueve y patrocina la fundación de la ONG en el país bajo la figura de Asociación sin fines de lucro, en 1989. Se llama Asociación de Empresarios Juveniles de Costa Rica.
- Chile: Fundación Educación Empresa fue creada en Chile en 1994 y desde esa fecha anualmente ha atendido a más de 15.000 alumnos anuales,  en 120 escuelas del mundo rural y urbano. Para ello ha reclutado a más de 250 ejecutivos voluntarios en distintas empresas del país.[5]
- Paraguay: Junior Achievement Paraguay, representado en Paraguay dentro de Fundación Paraguaya desde 1995.
- Nicaragua: Legalmente constituida como Asociación Civil Emprendedores Juveniles de Nicaragua, ha desarrollado proyectos y programas desde el año 1992 en todo el territorio nacional, es la institución pionera de la temática de emprendimiento en el país.
- Colombia: También conocida como Colombia Emprendedora, fue fundada en Bogotá en el año 1998.